# Крук (рід)
Крук або воро́на (Corvus) — рід великих птахів, типовий рід родини воронових (Corvidae) з ряду горобцеподібних (Passeriformes).
Складається із близько сорока видів, поширених у всій північній півкулі, Азії, Африці, Австралії. Етимологія: лат. corvus — «крук». Назва крук праслов'янського походження, від дієслова крукати — видавати хриплі звуки. Типовий вид: крук — Corvus corax.
Види Corvus мають повністю чорне або чорне з додаванням білого, або сірого оперення. Вони міцні з сильними дзьобами й ногами. Є обмежений статевий диморфізм. Види роду Corvus в основному зграйні, територіальні та всеїдні. Поживою є комахи, насіння, фрукти, різні види відходів, м'ясо. Деякі ворони можуть жити до віку 20 років, задокументовано, що найстаріша ворона померла у віці 59 років.
У Європі мешкають такі птахи цього роду: крук, грак, галка, чорна ворона та сіра ворона. Інколи ворону чорну та ворону сіру розглядають як підвиди. Ареал чорної ворони складається з двох незв'язних частин — вона поширена на заході Європи та в Азії, а в проміжку між ними живе сіра ворона. Там, де зустрічаються два види ворон можливі змішування. Нащадки змішаних пар мають більше чорного забарвлення, ніж у звичайної сірої ворони.

## Інтелект
Види птахів з ряду горобцеподібних мають великий мозок у порівнянні з іншими птахами. Це особливо стосується родини воронових. Є загальна кореляція між відносною вагою мозку і вищою пізнавальною здатністю в птахів і ссавців. Підтвердженням цьому є, зокрема, види Corvus, які є досить новаторськими — можуть виготовляти інструменти (Corvus moneduloides), розв'язувати нові проблеми (Corvus corax, С. moneduloides), користати тактичний обман (С. corax) і вчитися в родичів (С. corax).

## Рід в Україні
На території України проживають круки, сірі ворони, граки та галки. Важливою як українською, так і загальносвітовою тенденцією останніх десятиліть є доволі активніша колонізація вороновими мегаполісів, що стало можливим завдяки їхнім великим пристосувальним можливостям, зокрема всеїдності. Це стосується навіть круків: попри те, що вид почувається комфортніше на позаміських гніздових територіях, за останні роки його популяція в Києві дещо зросла і, як підрахували вчені, нині становить 10 пар. Загалом же на території України за останні десятиріччя щільність популяції крука збільшилася з 0,25 до 0,45–0,5 пари на 1 км². Що ж до граків, то майже всі їхні життєві цикли відбуваються в урбанізованих екосистемах. Цікаво, що в Зоні відчуження довкола Чорнобильської атомної електростанції цих птахів немає: вони, на відміну від круків і сорок, полишили її впродовж кількох років після евакуації місцевого населення.

## Види
Рід нараховує 47 видів:
- Ворона індійська (Corvus splendens)
- Ворона новокаледонська (Corvus moneduloides)
- Ворона білошия (Corvus typicus)
- Ворона бангайська (Corvus unicolor)
- Ворона довгодзьоба (Corvus enca)
- Corvus samarensis[14]
- Corvus pusillus[15]
- Ворона серамська (Corvus violaceus)[16]
- Ворона флореська (Corvus florensis)
- Ворона гуамська (Corvus kubaryi)
- Ворона молуцька (Corvus validus)
- Ворона білодзьоба (Corvus woodfordi)
- Ворона бугенвільська (Corvus meeki)
- Ворона буроголова (Corvus fuscicapillus)
- Ворона новогвінейська (Corvus tristis)
- Ворона капська (Corvus capensis)
- Грак (Corvus frugilegus)
- Ворона американська (Corvus brachyrhynchos)
- Ворона мексиканська (Corvus imparatus)
- Ворона синалойська (Corvus sinaloae)
- Ворона берегова (Corvus ossifragus)
- Ворона пальмова (Corvus palmarum)
- Ворона карибська (Corvus minutus)[17]
- Ворона ямайська (Corvus jamaicensis)
- Ворона кубинська (Corvus nasicus)
- Ворона антильська (Corvus leucognaphalus)
- Крук гавайський (Corvus hawaiiensis)
- Ворона чорна (Corvus corone)
- Ворона сіра (Corvus cornix)
- Ворона гайнанська (Corvus torquatus)
- Ворона великодзьоба (Corvus macrorhynchos)
- Ворона джунглева (Corvus levaillantii)[18]
- Ворона низинна (Corvus culminatus)[19]
- Ворона австралійська (Corvus orru)
- Ворона дугодзьоба (Corvus insularis)
- Ворона мала (Corvus bennetti)
- Крук лісовий (Corvus tasmanicus)
- Крук малий (Corvus mellori)
- Крук австралійський (Corvus coronoides)
- Крук строкатий (Corvus albus)
- Крук пустельний (Corvus ruficollis)
- Крук еритрейський (Corvus edithae)
- Крук звичайний (Corvus corax)
- Крук мексиканський (Corvus cryptoleucus)
- Крук короткохвостий (Corvus rhipidurus)
- Крук великодзьобий (Corvus albicollis)
- Крук ефіопський (Corvus crassirostris)

## Вимерлі види
- Corvus antipodum (Нова Зеландія)
- Corvus impluviatus (Оаху, Гавайські острови)
- Corvus moriorum (Чатем, Нова Зеландія)
- Corvus pumilus (Пуерто-Рико, Віргінські острови)
- Corvus viriosus (Оаху й Молокаї, Гавайські острови)
- Corvus galushai
- Corvus larteti
- Corvus praecorax
- Corvus simionescui
- Corvus hungaricus
- Corvus moravicus
- Corvus pliocaenus
- Corvus antecorax
- Corvus betfianus
- Corvus fossilis
- Corvus neomexicanus